# ريكاردو فاريلا
ريكاردو فاريلا (بالبرتغالية: Ricardo Varela‏) هو سباح برتغالي، ولد في 5 سبتمبر 1989 في بوفوا دي فارزيم في البرتغال.